# John White (ator)
John Michael White (Toronto, Ontário, 10 de junho de 1981) é um ator canadense.
Seu primeiro grande papel foi nos episódios de Goosebumps, The Cuckoo Clock of Doom e The Haunted Mask II.
Ele é mais conhecido por seu papel como Erik Stifler em The Naked Mile e Beta House Ele também apareceu no filme feito para TV, Jiu-jitsu brasileiro como Brad. Ele tem um irmão chamado Kevin e duas irmãs, Andrea e Stephanie. Embora seu nome de batismo seja John White, ele é por vezes creditado como Johnny White.